# 资本论
《资本论》（德語：Das Kapital），原名《资本论：政治经济学的批判》（德語：Das Kapital: Kritik der politischen Ökonomie），是由卡爾·馬克思著作、弗里德里希·恩格斯编辑的一部历史唯物主义哲学和政治经济学的马克思基础理论文本。第一卷初版于1867年。这部作品对资本主义进行了批判性的分析，对日后社会科学和人文科学的诸多领域有着深远影响。

## 思想来源
马克思在《资本论》中对古典经济学家的理论进行了仔细的分析和批判，提出了全新的观点，同时吸收了黑格尔的辩证法方法，也受到了法国社会主义者傅里叶、圣西门，以及无政府主义者蒲鲁东等人的影响。马克思自己认为他的目的是：“用辯证的方法，经过批判，得出一个科学的结论”，通过分析资本主义的发展过程，“找出现代社会的运动规律”，为现代工人运动提供科学的依据。为此，他在伦敦的大英博物馆中埋头钻研经济材料达12年。
以亚里士多德为代表的古希腊哲学，是马克思另一个重要的思想根源。马克思早年受过古希腊和古罗马文化的训练，熟悉西方古典诗歌和哲学。他的博士论文就是关于德谟克利特和伊比鸠鲁哲学本质的比较。很多学者认为马克思对“资本”“三段论”式的分析框架（商品流通的“一般形式”W-G-W，以及“特殊形式”G-W-G，其中W代表商品(Ware)，G代表货币(Geld)）深受亚里士多德的《政治学》与《尼各马可伦理学》的影响。马克思关于机器和奴隶制等的观点也有着亚里士多德思想的痕迹。

## 主要内容
尽管马克思对商业活动对社会的影响相当关注，他在书中却坚持用相对客观的方法研究资本主义社会的“运动法则”，分析其根源，并预测其未来发展。他的目标是揭示资本积累背后的动力，解释消费、竞争、地租、资本的集中、劳动工资的增长、工作环境的变化、金融系统的运作，以及利润率的递减趋势等诸多经济现象，并分析它们对社会发展的影响。
马克思首先讨论了商品和价值的定义。商品是供交换用的劳动产品。同亚当·斯密等古典经济学家一样，马克思认为商品的价值分为使用价值和价值，而交換价值則是價值的形式，表現作為勞動的「價值實體」。独立于人的主观意识之外的“物”，具有客观的有用性。这种有用性构成商品的使用价值。一種使用價值和另一種使用價值相交換时，其量的關係和比例，表現為商品的交换价值。马克思否认商品交换价值的主观性，认为不同商品间可以交换，是因为有某种客观的衡量标准来确定不同商品的价值。马克思批判继承了李嘉图的劳动价值论，认为劳动是衡量不同商品价值量的唯一标准。这里的劳动，指抽象意义上生产商品所付出的人的劳动。用《1844年經濟學哲學手稿》的術語來說，勞動的「對象化」(Gegenständlichkeit)就是商品或產品，是賦予商品價值的價值實體。
马克思认为，资本主义发展的动力源于资本再生产过程中对劳动者的剝削和异化。资本家按照市场价格支付劳动者工资，但劳动者在规定工时内所生产商品的实际价值超过了所获的工资。这部分超出工资的价值被资本家无偿占有。马克思将这部分价值称为「剩余价值」。由于资本家垄断了生产资料，導致勞動條件與勞動的分離，使劳动者无法独立进行生产，故只能出售自身劳动力，供资本家剥削，「自由得一無所有」。這段活動在一開始，是以原始積累的方式完成的。
马克思认为，资本只有不停地榨取劳动力，才能获得发展。在马克思的分析中，實質上，資本家支付的是勞動力而非勞動的價值，這使得剩餘價值勞動時間的空間被創造出來，资本家再進而透過延伸工作日（絕對剩餘價值）、提高生產力（相當剩餘價值）及支付工資（馬克思稱為勞動力的交換價值）等方式，以獲取剩餘價值。新增的劳动人口为资本的再生产提供了源源不断的剥削对象。由于资本家之间的激烈竞争，竞争力较弱的中小企业逐渐失势，被强势的企业吞并或击垮。这导致小资产阶级逐渐沦为无产阶级。资产阶级在人口中的比例逐渐下降，而无产阶级的比例则相应上升。这导致社会最终被割裂为两个利益直接对立的阶级。
马克思的研究，主要着眼于资本主义的结构性矛盾，而不是表现为阶级矛盾的社会矛盾。“矛盾运动（gegensätzliche Bewegung）的根源是劳动的二重性”，并不单纯表现为劳动与资本，或资产阶级和工人阶级的斗争。马克思借用黑格尔的术语，将这种运动描述为阶级“背后”更深层次矛盾的体现。这种矛盾是不以人的意志而转移的客观规律。同样，《资本论》并未明确提出社会主义革命的具体计划，而着重构建了关于潜在的社会革命的爆发条件的理论。正如马克思在《共产党宣言》中指出的，资产阶级一手创造出了自己的掘墓人。在资本主义社会中，科技进步推动了生产力的极大发展，创造了巨大的物质财富（体现为商品的使用价值）；但另一方面，生产率的提高同时降低了商品的交换价值，并导致了利润率的降低。这导致了“生产过剩下的短缺”。其具体表现是，资产阶级为了追求利润，不断扩大生产规模。而占社会人口大多数的无产阶级因为工资水平较低，无力购买新增的大量商品，导致商品积压，最终导致经济危机。生产资料的私有制与生产产品的社会化之间的矛盾，是资本主义的基本矛盾。它导致经济危机周期性地反复发生。该矛盾在资本主义制度下，无法得到根本的解决。
“商品”是资本主义社会的最基本单元。它在为消费者提供有用性的同时，又为商品生产者带来利润。由于商业交换本身并不必然受到道德约束，流通和对利润的追求会导致社会中经济与道德的冲突和分裂，以及主观的道德价值与客观的经济价值的分离。马克思认为，政治经济学应该研究价值的分配方式，使经济学的发展符合法律和道德观念。
马克思认为政治经济学家应该按照客观规律去研究资本主义的发展规律，“社会的经济发展规律如同自然科学一样”，不以人的意志为转移，人们应该了解这种规律，依照客观规律行事。商品生产要进行社会化，要有意识地控制商品生产，以使其达到最大的利用度。但是，马克思也在第一版序言中明确指出，即便人们认识、掌握了社会发展的规律，也不能幻想通过改变上层建筑，促成社会的跨越式发展。

### 第一卷
本卷于1867年9月14日出版，分析了“资本的生产过程”，分为以下7篇。
1. 商品和货币
2. 货币转化为资本
3. 绝对剩余价值的生产
4. 相对剩余价值的生产
5. 绝对剩余价值和相对剩余价值的生产
6. 工资
7. 资本的积累过程

### 第二卷
本卷于1885年出版，题为“资本的流通过程”，分为以下3篇：
1. 资本形态变化及其循环
2. 资本周转
3. 社会总资本的再生产和流通

### 第三卷
本卷于1894年出版，题为“资本主义生产的总过程”，分为以下7篇：
1. 剩余价值转化为利润和剩余价值率转化为利润率
2. 利润转化为平均利润
3. 利润率趋向下降的规律
4. 商品资本和货币资本转化为商品经营资本和货币经营资本
5. 利润分为利息和企业主收入。生息资本
6. 超额利润转化为地租
7. 各种收入及其源泉

## 第四卷

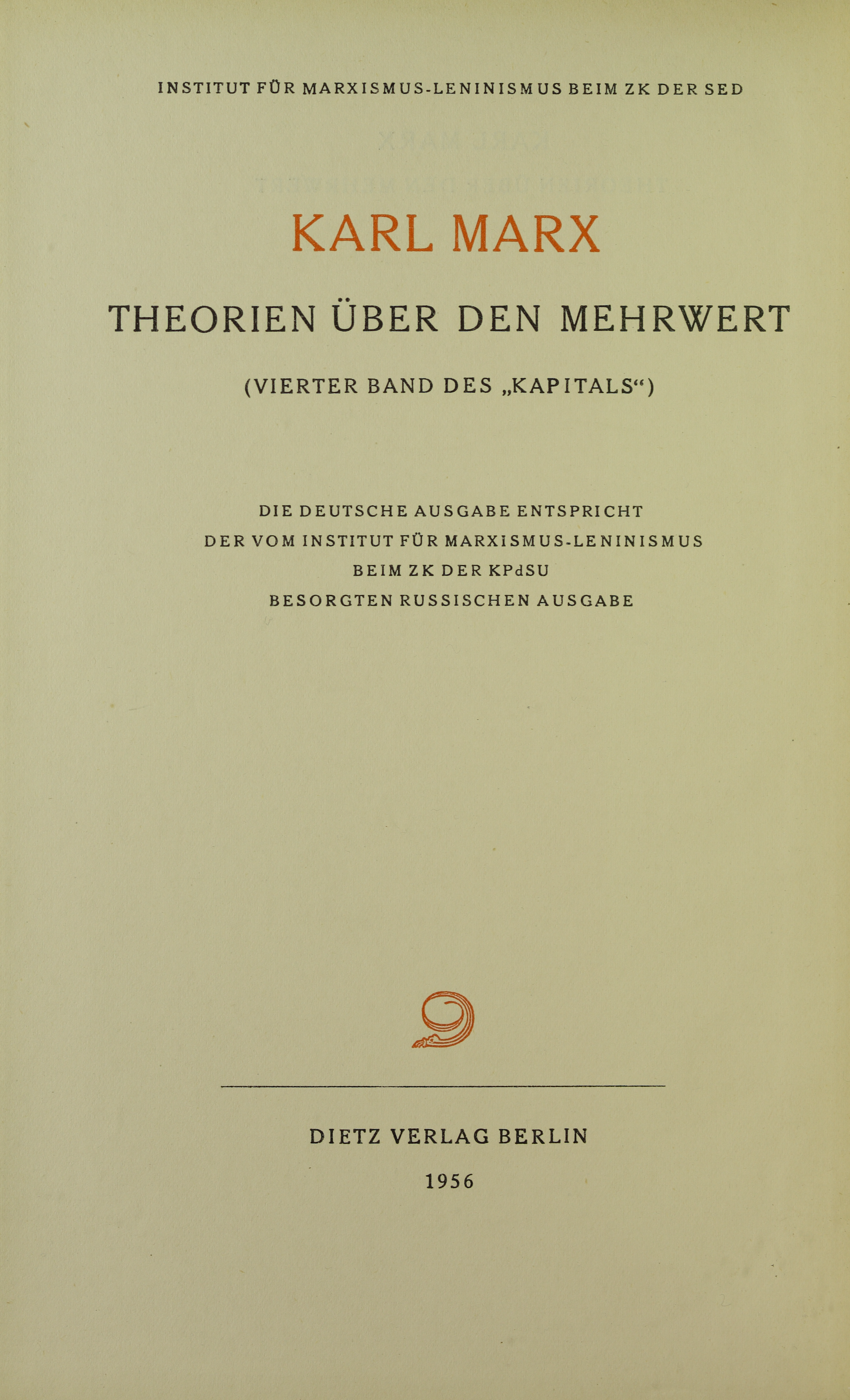
卡尔·马克思，《剩余价值理论》，1956

马克思去世时（1883年），他的《资本论》第四卷的手稿已经准备好，该卷是对他所处的时代——19世纪剩余价值理论的批判史。哲学家卡爾·考茨基（1854-1938）出版了马克思剩余价值批判的部分版本，后来又出版了完整的三卷本《剩余价值理论》（又译《剩余价值学说史》）。

## 出版
《资本论》第一部出版于1867年，在马克思去世前已经完成了第二部和第三部的草稿，由恩格斯完成最后的编辑出版工作，在1885年、1894年相继出版。第四部叫做《剩余价值理论》是由卡尔·考茨基在1905年-1910年编辑出版的，其他部分手稿都是几十年以后出版的。有论者认为，《资本论》是马克思按照层层递进的辩证逻辑撰写的，因为出版周期长达一个世纪，在人们能获得全书之前，已经根据最早出版的《第一卷》形成了所谓“经典化、公式化”的理解，从而妨碍了人们对马克思真正意图的理解。

## 评价
西格伯特·所罗门·普拉尔在其著作《卡尔马克思和世界文学》（1978年出版）中评价，认为《资本论》不仅具有重要的科学价值，也有很大的文学价值。
欧根·冯·伯姆-巴韦尔克在《卡尔·马克思及其体系的终结》一书中对《资本论》中的理论和逻辑进行了系统性的批判。伯姆-巴韦尔克认为马克思在理解资本市场的运作及其与价值的关系方面是失败的。他深入检验了马克思对价值的分析，认为马克思体系的根本错误来自于马克思价值法则的自相矛盾，即《资本论》第三卷关于利润率和生产价格等的论述与其第一卷的价值理论相矛盾。他还批评马克思故意对一些概念的定义含糊其辞。伯姆-巴韦尔克称“马克思的研究始终是错误的、矛盾的、模糊的”。
马克思的经济批判一部分源于李嘉图的劳动价值论，该理论认为商品价值有客观标准可循。而边际主义则认为，某件商品是否有价值，其价值多少，对于不同的人而言并不相同。也就是说，价值本身是主观的。他们认为价值由（完全主观的）供给曲线和需求曲线的交点决定。边际主义的这种价值论，本质上属于效用论，和马克思所说的劳动价值不可简单类比。
卡尔·波普尔认为，马克思的所谓科学社会主义缺乏可证伪性，不能视作科学。尽管马克思的理论并不成功，但无可否认他创作态度的真诚。从人类思想进步的角度看，马克思为后人提供了宝贵的思想，证明一个错误可以伟大到何等地步。他也高度评价了马克思的“真诚”和“敏感”。
今天，很多经济史学家看重《资本论》在思想史和经济史上的文献价值。而历史和现实则证明了资本论的价值（比如近年来的经济危机中，资本论的销量大幅上升）。

## 汉语译本
《资本论》第一、二、三卷最初由郭大力和王亚南译为中文，1938年由三联书局出版，是最早的《资本论》中文全译本，至今上海三联书店仍有印行。目前除了郭、王译本外，尚有中共中央编译局（即中共中央党史和文献研究院）翻译、人民出版社出版的译本等流传于世。
由於跟共產主義的密切關係，在台灣戒嚴時期，該書被查禁無法出版及銷售。